# Вяткінська сільська рада (Каргапольський район)
Вя́ткінська сільська рада (рос. Вяткинский сельский совет) — сільське поселення у складі Каргапольського району Курганської області Росії.
Адміністративний центр — село Вяткіно.
Населення сільського поселення становить 1238 осіб (2017; 1211 у 2010, 1202 у 2002).

## Склад
До складу сільського поселення входять:
| Населений пункт     | Населення, осіб (2002) | Населення, осіб (2010) |
| ------------------- | ---------------------- | ---------------------- |
| Володина, присілок  | 153                    | 164                    |
| Воронова, присілок  | 268                    | 292                    |
| Вяткіно, село       | 516                    | 539                    |
| Красний Бор, селище | 39                     | 11                     |
| Шахматова, присілок | 226                    | 205                    |